# Le Caniche blanc
Pour plus de détails, voir Fiche technique et Distribution.
Le Caniche blanc (Белый пудель, Biély poudel) est un film soviétique réalisé par Marianna Rochal et Vladimir Chredel en 1955.

## Synopsis
À la fin du XIXe siècle, sur les bords de la Mer Noire, Lodyjkine, vieux joueur d'orgue ambulant, son petit-fils, Serioja, acrobate âgé de douze ans et Arto, leur caniche savant donnent des représentations. Ils gagnent péniblement leur vie, mais s'entendent bien et l'enfant, malgré les longues marches, trouve la force de chanter sur les routes de Crimée. Un jour, à Miskhor sans doute, ils entrent dans le jardin d'une luxueuse demeure et font un spectacle devant les propriétaires et Trilly, un enfant à qui on ne refuse rien. Au moment de repartir, ce garçon veut à tout prix le caniche, et, malgré tous les efforts de la famille pour lui expliquer que ce chien n'est pas à vendre car c'est le gagne-pain des saltimbanques, Trilly ne cède pas et fait « une crise ». Au bout d'un moment, sa mère cède et propose d'acheter Arto moyennant une forte somme d'argent. Le vieux joueur d'orgue refuse et repart. La nuit le chien disparaît...

## Fiche technique
- Titre original : Белый пудель (Biély poudel)
- Titre français : Le Caniche blanc
- Titre anglais : The White Poodle
- Réalisation : Vladimir Chredel et Marianna Rochal
- Assistant des réalisateurs : B. Kachourine
- Scénario : Gueorgi Grebner et Grigori Grebnev d'après une nouvelle d'Alexandre Kouprine
- Photographie : Andreï Boltianski, B Dmitriev
- Son : G. Kolesnikov
- Décors : Iossif Ioutsevitch, V. Romaneïev, C. Jarov
- Maquillage : A. Saadjan
- Musique : Alexeï Mouravliov
- Direction d'orchestre : C. C. Sakharov
- Production : Studio d'Odessa
- Pays d'origine :  Union soviétique
- Date de réalisation : 1955
- Dates de sortie :
  -  Union soviétique : 4 octobre 1956
  -  France : janvier 1963
- Format : Couleurs (Sovcolor) - son mono - 1,37:1
- Durée : 70 minutes

## Distribution
- Viktor Koltsov : grand-père Lodyjkine, joueur d'orgue
- Volodia Poliakov : Serioja, le petit acrobate
- Natalia Hitzeroth : Madame Obolianinova
- Alexandre Antonov : le concierge
- Anatoli Fradis : Trilly
- Tatiana Barycheva : la nourrice
- Mikhaïl Glouzski : un pêcheur qui joue de la guitare
- Valentina Koutsenko : une femme pêcheur
- Gueorgui Milliar : Ivan, un domestique
- Semion Svachenko : un vagabond
- Nikolaï Tchistiakov : le médecin
- Olga Belkina, Roman Chirman, N. Kabakova, Galina Levtchenko, Nadejda Mertsalova [1]

et le caniche Arto

## En bref
- Ce film est visible en intégralité sur un site en russe, mais le son semble avoir mieux résisté que l'image[2].
- Miskhor (ru) probablement car le grand-père (chaussé) et son petit-fils (pieds nus) s'arrêtent un instant au pied d'un poteau sur lequel on a fixé une pancarte portant «Мисхор» 10 verstes soit environ 10,668 kilomètres.